# 브루노 군

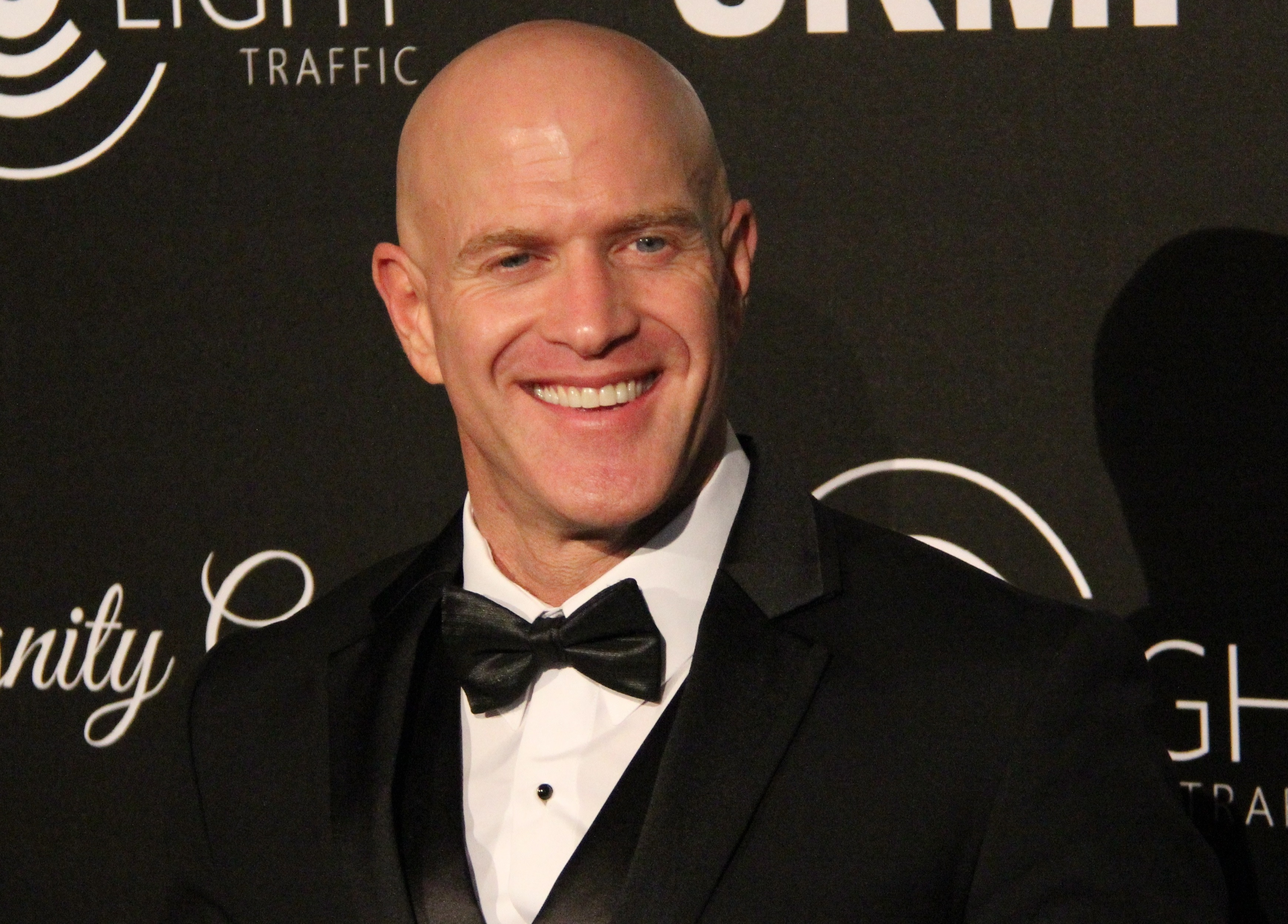

브루노 건(Bruno Gunn, 1968년 11월 8일 ~ )은 미국의 배우, 스턴트 배우이다.
캔턴에서 태어났다.

## 영화
- 오피서 다운 (2016년)
- 바티칸 사제들 (2015년)
- 킬러 인 하이스쿨 (2015년) - 존스 역
- 라자루스  (2015년)
- 에프터 (2014년) - 엘리엇 역
- 헝거게임: 캣칭 파이어 (2013년) - 브루터스 역
- 디바워드 (2012년)
- 방콕 킥복서 (2010년) - 토니 역